# Palmkruiper
De palmkruiper (Berlepschia rikeri)  is een zangvogel uit het monotypische geslacht Berlepschia van de familie ovenvogels (Furnariidae). Deze soort is vernoemd naar de Duitse ornitholoog Hans Graf von Berlepsch en naar de ontdekker van deze vogel, de Amerikaanse verzamelaar Clarence Barrington Riker (1863-1947).

## Kenmerken
De vogel is kastanjebruin van boven op de vleugels, rug en staart en heeft een opvallende zwarte streping op de kop, buik en borst op een lichte ondergrond (zie plaat).

## Verspreiding en leefgebied
De palmkruiper komt voor in Bolivia, Brazilië, Colombia, Ecuador, Frans Guyana, Guyana, Suriname, Peru en Venezuela. Het leefgebied bestaat uit droge substropische en tropische bosgebieden.

## Status
De grootte van de populatie is niet gekwantificeerd maar de soort heeft een versnipperde verspreiding en wordt omschreven schaars. Op de Rode lijst van de IUCN heeft deze soort de status niet bedreigd.